# Arthur Abraham
Arthur Abraham (* 20. Februar 1980 in Jerewan, Armenische SSR, Sowjetunion als Awetik Abrahamjan, armenisch Ավետիկ Աբրահամյան in wissenschaftlicher Transliteration Avetik Abrahamyan) ist ein ehemaliger deutscher Profiboxer mit armenischem Migrationshintergrund und ehemaliger ungeschlagener zehnfacher IBF-Weltmeister im Mittelgewicht sowie ehemaliger achtfacher WBO-Weltmeister im Supermittelgewicht.

## Herkunft, Ausbildung und Privatleben
Die ersten 15 Lebensjahre lebte Arthur Abraham mit seiner Familie in Jerewan (Armenien). Arthur und sein jüngerer Bruder Alexander kamen im Juli 1995 mit ihren Eltern nach Deutschland. Von 1995 bis 1996 erlernte Abraham in einem Intensiv-Deutschkurs die deutsche Sprache und absolvierte dann eine handwerkliche Ausbildung zum Schreiner. Nach eigenen Aussagen absolvierte er zudem einige Semester eines armenischen Fernstudiums im Fach Internationales Management.
Als Jugendlicher fuhr er Radrennen für den RMV Concordia Strullendorf und wurde nordbayerischer und fränkischer Jugendmeister. 1999 kehrte er zusammen mit seinem Bruder Alexander in sein Heimatland Armenien zurück und leistete dort bis 2001 seinen Wehrdienst ab. Nachdem 2002 auch sein Bruder den Wehrdienst beendet hatte, kehrten beide 2003 wieder nach Deutschland zurück. Im August 2006 nahm er die deutsche Staatsbürgerschaft an, wofür er die armenische ablegen musste. Arthur Abraham ist ein Künstlername. Die Idee zu diesem Namen kam nach Angaben seines langjährigen Trainers Ulli Wegner von ihm (Wegner) und Promoter Wilfried Sauerland. Damit dieser in seinen Pass eingetragen werden konnte, musste Abraham auf dem Einwohnermeldeamt in Berlin ein Bild anfertigen, um sein künstlerisches Talent zu beweisen. Er zeichnete den Berg Ararat, der über Jerewan thront. Sein Bruder Alexander besitzt immer noch die armenische Staatsbürgerschaft.
Arthur Abraham ist mit Lusya Hovhannisyan verheiratet, hat einen Sohn (* 2016) und zwei Töchter (* 2018, * 2020) und wohnt in Berlin.

## Anfänge als Amateurboxer (1996–2003)
Abraham begann beim ETSV Bamberg mit dem Boxen und ging später nach Nürnberg. Mehrmals wechselte er den Verein. Arthur gehörte wie sein Bruder Alexander als Amateurboxer dem Box-Club 1. FC Nürnberg an. Parallel boxte er auch für die Ligastaffel des BC Eichstätt. 1997 wurde er Internationaler Deutscher Meister der Junioren im Halbmittelgewicht. Er bestritt als Amateur insgesamt 90 Kämpfe, von denen er 81 gewann, bei sechs Unentschieden und drei Niederlagen.

## Profiboxer (2003–2021)

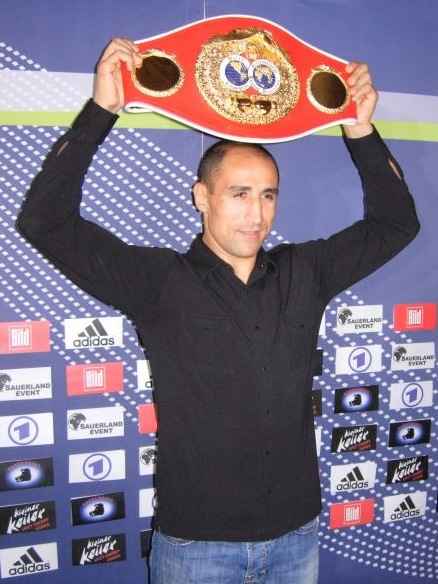
Arthur Abraham (2008)

2003 bewarben sich die Brüder Abraham bei Wilfried Sauerland und dessen Cheftrainer Ulli Wegner und wurden in den Sauerland-Boxstall aufgenommen. Arthur wurde Sparringspartner von Sven Ottke, der sich in den Vorbereitungen auf eine Titelverteidigung befand. Dabei beeindruckte er so sehr, dass Wegner begann, ihn persönlich zu trainieren. 2019 sagte Wegner rückblickend über die Zusammenarbeit mit Abraham, dieser sei „nicht der trainingsfleißigste“ gewesen.

### Start im Mittelgewicht
Bereits am 17. August 2003 debütierte Abraham als Profiboxer. Er schlug zu Beginn seiner Karriere mehrere überdurchschnittliche Aufbaugegner. So gewann er unter anderen gegen Nader Hamdan (Bilanz 36 Siege, eine Punktniederlage) und Héctor Velazco (ehemaliger WBO-Weltmeister) durch K. o., gegen den kanadischen Rechtsausleger Ian Gardner (18 Siege, 1 Niederlage) gelang ihm ein Punktsieg. Im Juli 2005 verteidigte er den Intercontinental-Titel der WBA mit einem Punktsieg über den hoch eingeschätzten Briten Howard Eastman (beim Ring Magazine zum damaligen Zeitpunkt Top-10). Eastman hatte zuvor nur gegen den US-Amerikaner William Joppy und den damaligen Weltmeister Bernard Hopkins verloren.

#### IBF-Weltmeister im Mittelgewicht
Im Oktober 2005 wurde schließlich der IBF-Gürtel vakant, als der Titel dem unumstrittenen Mittelgewichtsweltmeister Jermain Taylor aberkannt wurde. Für viele überraschend konnte Abraham den Titel am 10. Dezember 2005 mit einem K. o.-Sieg über den beim Ring Magazine unter den besten zehn geführten Nigerianer Kingsley Ikeke gewinnen. Als „wahrer“ Weltmeister der Klasse galt allerdings nach wie vor Taylor, der zuvor im Besitz der Gürtel aller vier bedeutenden Verbände (WBC, WBA und WBO) war und den IBF-Titel nicht im Ring verlor.
Abraham verteidigte seinen Titel am 5. März 2006 durch einen klaren Punktsieg nach zwölf Runden gegen den Australier Shannan Taylor. Der Kampf war eine freiwillige Titelverteidigung und der Gegner dementsprechend risikolos ausgewählt. Da Taylor zuvor in niedrigeren Gewichtsklassen schon mehrfach K. o. gewesen war, muss man nach diesem Kampf allerdings Abstriche bei Abrahams von Management und TV propagierter Schlagkraft machen. Schon zwei Monate später gewann er die zweite Titelverteidigung gegen Kofi Jantuah ebenfalls nur nach Punkten. Jantuah war vorher schon einmal gegen den Ex-Leichtgewichtler Manuel Gomez KO gegangen.

#### Punktsieg mit Kieferbruch und weitere Titelverteidigungen
Am 23. September 2006 verteidigte Abraham seinen IBF-Weltmeistergürtel in einem kontrovers diskutierten Kampf in der Rittal-Arena in Wetzlar gegen Edison Miranda nach Punkten. Dabei bestritt der Titelträger die letzten acht Runden des Kampfes stark blutend mit doppelt gebrochenem Unterkiefer. Obwohl der Ringarzt dem Ringrichter aufgrund der schwerwiegenden Verletzung in der fünften Runde den Abbruch des Kampfes empfohlen hatte, wurde der Kampf dennoch fortgesetzt. Abraham hätte durch Abbruch verloren, weil die Unterkieferfraktur durch reguläre Schlagwirkung entstanden war. Umstritten waren zwei Kampfunterbrechungen über mehrere Minuten, die zur Untersuchung von Abrahams Kiefer dienten, aber als Nebeneffekt auch Regenerationspausen für den Titelverteidiger mit sich zogen, wodurch sich Miranda benachteiligt fühlte. Der Kolumbianer fiel dagegen durch seinen unsauberen Kampfstil auf (Kopfstoß, mehrere Tiefschläge), was durch mehrfache Punktabzüge geahndet wurde. Jedoch hätten selbst die fünf abgezogenen Punkte den Ausgang des Kampfes nicht verhindert (Endergebnis: 114:109, 115:109, 116:109). Abraham wurde in der Nacht nach dem Kampf am Kiefer operiert. Es wurden ihm mit 22 Schrauben zwei Titanplatten eingesetzt. Trainer Ulli Wegner und Ringarzt Walter Wagner erhielten nach dem Kampf Wegners Aussage nach Anzeigen wegen Körperverletzung. Wegner sagte später rückblickend, das Geschehen habe ihn in der Woche nach dem Kampf gedanklich nicht losgelassen, „ich wusste aber: ‚Jetzt haste einen Star gemacht‘“, so Wegner wörtlich.
Am 26. Mai 2007 verteidigte er seinen Titel in Bamberg freiwillig gegen den Frankokanadier Sebastien Demers. Der Kampf endete durch K. o. in der dritten Runde nach zwei Minuten und 57 Sekunden. Dabei zeigte sich Abraham seinem Gegner physisch deutlich überlegen. Der Ringrichter brach den Kampf nach einem Niederschlag ab. Am 18. August 2007 trat Abraham gegen Khoren Gevor an. Dass der Kampf trotz des vierten Platzes von Gevor in der IBF-Rangliste als Pflichtverteidigung galt, sorgte in Boxkreisen für Unverständnis. Trotzdem entpuppte sich der Herausforderer, der die ersten Runden des Kampfes für sich entscheiden konnte, als starker Gegner für Abraham. Gevor konnte sein hohes Anfangstempo jedoch nicht halten, zudem wurde Abraham ab Runde sechs immer stärker. Auch nach mehreren Wirkungstreffern des Titelverteidigers in den Runden acht bis zehn konnte sich Gevor auf den Beinen halten. Erst in Runde elf entschied Abraham den Kampf durch einen K. o. mit einem schweren linken Haken. Am 8. Dezember 2007 gewann er bei einer Titelverteidigung seines IBF-Titels gegen Wayne Elcock durch technischen K. o. in Runde fünf. Dem folgte die erneute Titelverteidigung am 29. März 2008 gegen den US-Amerikaner Elvin Ayala, die er durch K. o. in der zwölften Runde erfolgreich absolvierte.

#### Rückkampf gegen Miranda in den USA
Am 21. Juni 2008 kam es in Hollywood (Florida) zum lang erwarteten Rückkampf zwischen Abraham und Edison Miranda. Abrahams IBF-Titel stand jedoch nicht auf dem Spiel, da man sich auf eine Gewichtsobergrenze von 166 Pfund, also zwischen den regulären Mittel- und Supermittel-Gewichtsklassen einigte. Abraham startete in den ersten zwei Runden zurückhaltend, drehte dann auf und gewann den Kampf nach drei Niederschlägen durch technischen K. o. in der vierten Runde.
Am 4. Oktober 2008 war ein Pflichtverteidigungskampf gegen Raúl Márquez geplant, der im Vorkampf Giovanni Lorenzo in zwölf Runden besiegt hatte. Wegen eines Infektes musste Abraham den Kampf aber kurzfristig absagen. Den Kampf, der am 8. November 2008 nachgeholt wurde, gewann der klar überlegene Abraham durch Aufgabe seines Herausforderers nach der sechsten Runde. Am 14. März 2009 verteidigte Abraham seinen IBF-Titel gegen Lajuan Simon nach Punkten und damit erstmals seit sieben Kämpfen nicht vorzeitig.
Am 27. Juni 2009 verteidigte Abraham seinen Titel gegen Mahir Oral durch TKO. Orals Trainer Hans-Jürgen Witte warf in Runde zehn nach mehreren Niederschlägen in den vorherigen sowie in der aktuellen Runde das Handtuch. Oral bewies große Nehmerqualitäten, konnte sich aber nicht durchsetzen. Direkt nach dem Kampf gab Abraham den Wechsel ins Supermittelgewicht bekannt. Als Begründung gab er an, dass er im Mittelgewicht vor jedem Kampf zu viel Gewicht verlieren musste, um unter die Mittelgewichtsgrenze von 72,574 kg zu kommen, und damit ein zu hoher Substanzverlust einherging. Außerdem gab er an, dass es außer den geplanten, aber nicht zustande gekommenen Vereinigungskämpfen gegen Felix Sturm oder Kelly Pavlik in dieser Gewichtsklasse keinerlei Herausforderung mehr für ihn gäbe und er das Ziel habe, Superchampion im Supermittelgewicht zu werden. Abraham beendete damit seine Mittelgewichtskarriere ungeschlagen mit 30 Siegen aus 30 Kämpfen.

### Supermittelgewicht

#### Super-Six-Turnier
Anlässlich des Super-Six-Turniers wechselte Abraham im Jahr 2009 in das Supermittelgewicht und legte dafür seinen IBF-Weltmeistertitel im Mittelgewicht nieder. Als Teilnehmer starteten neben Abraham der WBA-Weltmeister Mikkel Kessler, WBC-Weltmeister Carl Froch, Andre Dirrell, Andre Ward und Jermain Taylor, der nach seinem ersten Kampf durch Allan Green ersetzt wurde. Abraham kündigte an, im Falle eines Turniersiegs seine Karriere zu beenden.
Seinen ersten Kampf im Super-Six-Turnier bestritt Abraham am 17. Oktober 2009 in Berlin gegen den ehemaligen Weltmeister aller Verbände, Jermain Taylor, den er – nach Punkten knapp in Führung liegend – durch K. o. zehn Sekunden vor Ende des Kampfes besiegen konnte. Obwohl Taylor in den Kämpfen zuvor bereits seine WM-Gürtel an Kelly Pavlik und Carl Froch verloren hatte, galt der Sieg des Gewichtsklassen-Aufsteigers Abraham als Überraschung. Taylor, der durch den Knockout eine leichte Gehirnblutung erlitt, beendete daraufhin seine Teilnahme an dem Turnier.
Im zweiten Kampf des Super-Six-Turniers verlor Abraham am 28. März 2010 in Detroit gegen Andre Dirrell und verließ den Ring damit zum ersten Mal in seiner Profikarriere als Verlierer. In der vierten Runde des Kampfes ging Abraham – ebenfalls zum ersten Mal in seiner Karriere – zu Boden. Ab der siebenten Runde hatte er mit einem tiefen Cut am rechten Auge zu kämpfen. In der elften Runde schlug Abraham – nach Punkten deutlich zurückliegend (92:97, 91:98, 92:97) – einen rechten Haken an das Kinn des auf dem Ringboden knienden Dirrell, der zuvor ausgerutscht war.
Dirrell zeigte Schlagwirkung und auch einige Minuten später noch ausgeprägte Symptome von Orientierungslosigkeit. Der Ringrichter entschied nach einer Kampfpause auf Disqualifikation Abrahams aufgrund eines absichtlichen Fouls. Allerdings hielten verschiedene Beobachter des Kampfes, wie der ehemalige Weltmeister im Halbschwergewicht Henry Maske, sowie die Super-Six-Turnier-Teilnehmer Mikkel Kessler, ein Stallgefährte von Abraham, und Allan Green die Reaktion Dirrells auf den Schlag von Abraham für nicht authentisch. So sei Dirrell von Abrahams irregulären Schlag nicht so schwer beeinträchtigt gewesen, wie er vorgegeben hätte. Abrahams Boxpromoter Wilfried Sauerland legte deshalb, und weil die Dopingprobe nicht in der vorgesehenen Zeit nach dem Kampf erfolgt sei, Protest gegen die Entscheidung ein, der jedoch erfolglos blieb. Dirrell zog sich wie Taylor nach dem Kampf gegen Abraham aus dem Turnier zurück. Als Grund wurden neurologische Probleme angegeben.
Am 27. November 2010 kämpfte Abraham gegen Carl Froch und musste sich nach einem einseitigen Kampf geschlagen geben. Zwei der drei Punktrichter sahen alle zwölf Runden beim Briten. Trainer Ulli Wegner und Promoter Wilfried Sauerland kritisierten nach dem Kampf Passivität und fehlenden Willen ihres Schützlings. Andere diagnostizierten eine Überforderung des „technisch limitierten“ Abraham in dem für ihn immer noch ungewohnten Supermittelgewicht. Abraham schloss nach dem Kampf eine Rückkehr ins Mittelgewicht nicht aus.

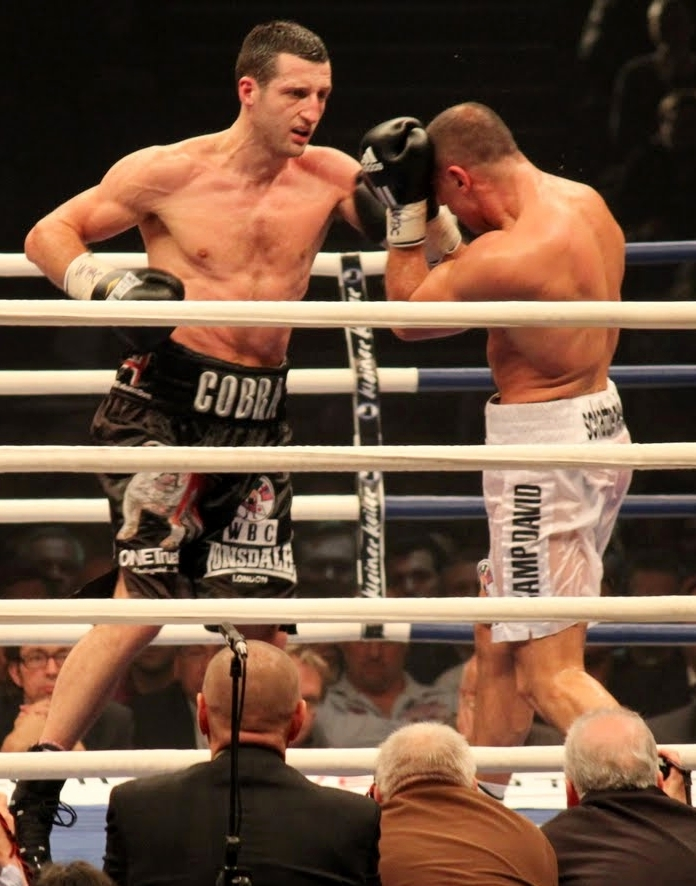
Abraham (r.) gegen Carl Froch

Mit einem Sieg aus drei Kämpfen belegte Abraham Rang 4 des Super-Six-Turniers und qualifizierte sich somit für das Halbfinale, begünstigt auch durch diverse Rücktritte vom Turnier, unter anderem von Andre Dirrell und Mikkel Kessler. Nach einem eingeschobenen Aufbaukampf gegen den 36-jährigen Kroaten Stjepan Božić, den Abraham aufgrund einer Verletzung Božićs in der zweiten Runde durch Technischen K. o. gewann, unterlag er am 15. Mai in Los Angeles seinem Halbfinalgegner, dem ungeschlagenen US-Amerikaner und späteren Turniersieger Andre Ward, deutlich nach Punkten. Dabei offenbarte Abraham nach guten Ansätzen in den ersten Runden des Kampfes dieselben Probleme wie schon gegen Carl Froch. Abraham kündigte jedoch noch im Mai 2011 an, in der Gewichtsklasse bleiben zu wollen.

#### Comeback im Supermittelgewicht
Nach seinem zunächst erfolglosen Versuch, im Supermittelgewicht Fuß zu fassen und trotz der vorherigen Ankündigung, die Gewichtsklasse nicht zu wechseln, verkündete sein Promoter Wilfried Sauerland im Juli 2011 die Rückkehr ins Mittelgewicht. Anfang Januar 2012 gab Abraham jedoch bekannt, doch im Supermittelgewicht zu bleiben, da eine Rückkehr ins Mittelgewicht mit zu viel Substanzverlust verbunden wäre. Bei einem Interview mit der FAZ sagte er; „Ich glaube nicht, dass ich wieder ins Mittelgewicht komme, das ist viel zu schwer. Das Mittelgewicht ist es nicht wert, dass ich mir den Körper kaputtmache.“
Sein Comeback am 14. Januar 2012 in Offenburg bestritt er daher im Supermittelgewicht und gewann durch K. o. in der 5. Runde gegen den Argentinier Pablo Farias. Am 31. März 2012 boxte er in Kiel gegen den Polen Piotr Wilczewski (30 Siege – 2 Niederlagen), ehemaliger Europameister der EBU im Supermittelgewicht. Abraham gewann gegen den nehmerstarken Polen einstimmig nach Punkten.

#### Neuer WBO-Weltmeister im Supermittelgewicht
Nach diesen Aufbaukämpfen gelang es Abrahams Management, einen Weltmeisterschaftskampf gegen den Deutschen Robert Stieglitz zu arrangieren, der in dieser Gewichtsklasse als schwächster Titelträger der vier großen internationalen Boxverbände galt. Abraham gewann den Kampf am 25. August 2012 in Berlin einstimmig nach Punkten. Nach einem zunächst ausgeglichenen Kampf konnte Abraham vor allem ab der vierten Runde verschiedene schwere Treffer landen. In der Folge konnte der vorher als Favorit gehandelte Stieglitz den Kampf nicht mehr an sich reißen. Bereits kurz nach Abrahams Sieg wurde bekannt, dass zwischen den Promotern im Vorfeld ein Rückkampf vereinbart worden war. Am 15. Dezember desselben Jahres verteidigte Abraham seinen Titel in Nürnberg gegen den Franzosen Mehdi Bouadla durch technischen Knockout. Der Ringrichter beendete den Kampf, den Abraham zuvor klar dominiert hatte, in der achten Runde wegen eines Cuts über dem linken Auge von Bouadla.
Den Rückkampf gegen Stieglitz und damit auch den Weltmeistertitel verlor Abraham am 23. März 2013 durch Abbruch nach der dritten Runde aufgrund eines zugeschwollenen Auges. Alle Runden waren zuvor für Stieglitz gewertet worden. Den dritten Kampf gegen Stieglitz gewann Abraham am 2. März 2014 nach Punkten, wodurch er wieder WBO-Weltmeister wurde. Am 27. September 2014 verteidigte er mit einem einstimmigen Punktsieg (117:111, 117:111, 119:109) gegen den Engländer Paul Smith erfolgreich den Titel. Bei seinem nächsten Kampf am 21. Februar 2015 kam es zur Revanche zwischen Arthur Abraham und Paul Smith in Berlin. Die Wertungen der Punktrichter in der O2 World Berlin fielen erneut einstimmig für Abraham aus (116:112, 117:111, 117:111). Der WBO-Ausscheidungskampf zwischen Felix Sturm und Robert Stieglitz am 8. November 2014, der über den nächsten Pflichtherausforderer von Arthur Abraham entscheiden sollte, endete unentschieden. Abraham boxte schließlich am 18. Juli 2015 zum vierten Mal im Gerry-Weber-Stadion in Halle (Westf.) zum „Final Showdown“ gegen Robert Stieglitz und verteidigte durch Technischen K. o. in der sechsten Runde seinen Titel. Sein nächster Titelkampf war am 21. November 2015 in der TUI Arena in Hannover gegen den Briten Martin Murray, welchen Abraham mehrstimmig nach Punkten (115:112, 112:115, 116:111) gewann.

#### Rückkehr in die USA
Sein Comeback nach fast fünfjähriger Pause in den USA bestritt Abraham am 9. April 2016 in der MGM Grand Garden Arena in Las Vegas gegen den Mexikaner Gilberto Ramírez. Diesen Kampf verlor Abraham einstimmig mit 120 zu 108 Punkten und konnte damit keine Runde für sich entscheiden. Während des Kampfes war Abraham deutlich zu passiv. Als Rechtsausleger ist Ramirez immer zur für Abraham ungünstigen Seite ausgewichen. Seine starke Rechte konnte Abraham damit nicht ausspielen und insgesamt nicht richtig in den Kampf finden.

#### Weitere Karriere
Bei seinem nächsten Kampf traf er am 16. Juli 2016 in der Berliner Max-Schmeling-Halle in einem Testkampf auf den Norweger Tim-Robin Lihaug, den er durch TKO in der 8. Runde besiegte. Abraham erkämpfte sich damit den internationalen WBO-Titel, der für die Platzierung in der Weltrangliste und einen möglichen Kampf um die Weltmeisterschaft in diesem Verband wichtig ist. Am 22. April 2017 siegte er in der Erfurter Messe in einem über zwölf Runden gehenden Kampf nach Punkten gegen Robin Krasniqi (118:110, 117:111, 115:114).
In der Londoner The SSE Arena Wembley verlor Abraham am 15. Juli 2017 einstimmig nach Punkten (110:118, 110:118, 108:120) gegen den IBO-Weltmeister Chris Eubank junior und verpasste mit dieser Niederlage die Teilnahme bei den World Boxing Super Series.
Nach neun Monaten Ringpause traf er am 28. April 2018 in der Baden-Arena in Offenburg auf seinen dänischen Teamkollegen Patrick Nielsen, den er nach Punkten (113:114, 116:111, 116:111) besiegte.

#### Karriereende
Am 21. Januar 2021 verkündete er nach fast drei Jahren Ringabstinenz seinen Rücktritt aus dem Boxsport. Jedoch schloss er nicht aus, für einen Kampf gegen Felix Sturm in den Ring zurückzukehren, dafür müsse man ihm allerdings ein sehr gutes Angebot vorlegen.

## Liste der Profikämpfe
| Jahr | Datum         |                        | Gegner                  | Ergebnis   | Typ                         | Runden | Ort                              |
| ---- | ------------- | ---------------------- | ----------------------- | ---------- | --------------------------- | ------ | -------------------------------- |
| 2003 | 16. August    | Deutschland            | Frank Kary Roth         | Sieg       | TKO                         | 3      | Nürburg, Deutschland             |
| 2003 | 6. September  | Tschechien             | Petr Rykala             | Sieg       | TKO                         | 2      | Erfurt, Deutschland              |
| 2003 | 4. Oktober    | Deutschland            | Sladko Cizicz           | Sieg       | TKO                         | 3      | Zwickau, Deutschland             |
| 2003 | 22. November  | Tschechien             | Tomas Vican             | Sieg       | TKO                         | 2      | Riesa, Deutschland               |
| 2003 | 13. Dezember  | Polen                  | Cezary Piotrowski       | Sieg       | KO                          | 4      | Nürnberg, Deutschland            |
| 2004 | 17. Januar    | Rumänien               | Alexandru Manea         | Sieg       | TKO                         | 3      | Koblenz, Deutschland             |
| 2004 | 31. Januar    | Tschechien             | Gabriel Botos           | Sieg       | TKO                         | 2      | Berlin, Deutschland              |
| 2004 | 28. Februar   | Vereinigte Staaten     | Steve Walker            | Sieg       | KO                          | 2      | Dresden, Deutschland             |
| 2004 | 27. März      | Kroatien               | Branko Sobot            | Sieg       | TKO                         | 2      | Magdeburg, Deutschland           |
| 2004 | 17. April     | Argentinien            | Cristian Oscar Zanabria | Sieg       | KO                          | 5      | Berlin, Deutschland              |
| 2004 | 5. Juni       | Kanada                 | Mark Flynn              | Sieg       | KO                          | 3      | Chemnitz, Deutschland            |
| 2004 | 3. Juli       | Kanada                 | Dave Nash               | Sieg       | KO                          | 2      | Hattersheim am Main, Deutschland |
| 2004 | 4. September  | Australien             | Nader Hamdan            | Sieg       | TKO                         | 12     | Essen, Deutschland               |
| 2004 | 20. November  | Uruguay                | Roberto Mario Vecchio   | Sieg       | TKO                         | 6      | Kempten, Deutschland             |
| 2005 | 12. Februar   | Kanada                 | Ian Gardner             | Sieg       | Entscheidung (einstimmig)   | 12     | Berlin, Deutschland              |
| 2005 | 23. April     | Argentinien            | Héctor Velazco          | Sieg       | KO                          | 5      | Dortmund, Deutschland            |
| 2005 | 16. Juli      | Vereinigtes Konigreich | Howard Eastman          | Sieg       | Entscheidung (einstimmig)   | 12     | Nürnberg, Deutschland            |
| 2005 | 1. Oktober    | Argentinien            | Luis Daniel Parada      | Sieg       | TKO                         | 5      | Oldenburg, Deutschland           |
| 2005 | 10. Dezember  | Nigeria                | Kingsley Ikeke          | Sieg       | KO                          | 5      | Leipzig, Deutschland             |
| 2006 | 4. März       | Australien             | Shannan Taylor          | Sieg       | Entscheidung (einstimmig)   | 12     | Oldenburg, Deutschland           |
| 2006 | 13. Mai       | Ghana                  | Kofi Jantuah            | Sieg       | Entscheidung (einstimmig)   | 12     | Zwickau, Deutschland             |
| 2006 | 23. September | Kolumbien              | Edison Miranda          | Sieg       | Entscheidung (einstimmig)   | 12     | Wetzlar, Deutschland             |
| 2007 | 26. Mai       | Kanada                 | Sebastien Demers        | Sieg       | KO                          | 3      | Bamberg, Deutschland             |
| 2007 | 18. August    | Armenien               | Khoren Gevor            | Sieg       | KO                          | 11     | Berlin, Deutschland              |
| 2007 | 8. Dezember   | Vereinigtes Konigreich | Wayne Elcock            | Sieg       | TKO                         | 5      | Basel, Schweiz                   |
| 2008 | 29. März      | Vereinigte Staaten     | Elvin Ayala             | Sieg       | KO                          | 12     | Kiel, Deutschland                |
| 2008 | 21. Juni      | Kolumbien              | Edison Miranda          | Sieg       | TKO                         | 4      | Hollywood (Florida), USA         |
| 2008 | 8. November   | Vereinigte Staaten     | Raúl Márquez            | Sieg       | TKO                         | 6      | Bamberg, Deutschland             |
| 2009 | 14. März      | Vereinigte Staaten     | Lajuan Simon            | Sieg       | Entscheidung (einstimmig)   | 12     | Kiel, Deutschland                |
| 2009 | 27. Juni      | Deutschland            | Mahir Oral              | Sieg       | TKO                         | 10     | Berlin, Deutschland              |
| 2009 | 17. Oktober   | Vereinigte Staaten     | Jermain Taylor          | Sieg       | KO                          | 12     | Berlin, Deutschland              |
| 2010 | 27. März      | Vereinigte Staaten     | Andre Dirrell           | Niederlage | Disqualifikation            | 11     | Detroit, USA                     |
| 2010 | 27. November  | Vereinigtes Konigreich | Carl Froch              | Niederlage | Entscheidung (einstimmig)   | 12     | Helsinki, Finnland               |
| 2011 | 12. Februar   | Kroatien               | Stjepan Božić           | Sieg       | TKO                         | 2      | Mülheim, Deutschland             |
| 2011 | 14. Mai       | Vereinigte Staaten     | Andre Ward              | Niederlage | Entscheidung (einstimmig)   | 12     | Los Angeles, USA                 |
| 2012 | 14. Januar    | Argentinien            | Pablo Farias            | Sieg       | KO                          | 5      | Offenburg, Deutschland           |
| 2012 | 31. März      | Polen                  | Piotr Wilczewski        | Sieg       | Entscheidung (einstimmig)   | 12     | Kiel, Deutschland                |
| 2012 | 25. August    | Deutschland            | Robert Stieglitz        | Sieg       | Entscheidung (einstimmig)   | 12     | Berlin, Deutschland              |
| 2012 | 15. Dezember  | Frankreich             | Mehdi Bouadla           | Sieg       | TKO                         | 8      | Nürnberg, Deutschland            |
| 2013 | 23. März      | Deutschland            | Robert Stieglitz        | Niederlage | TKO                         | 3      | Magdeburg, Deutschland           |
| 2013 | 24. August    | Namibia                | Willbeforce Shihepo     | Sieg       | Entscheidung (einstimmig)   | 12     | Schwerin, Deutschland            |
| 2013 | 26. Oktober   | Italien                | Giovanni de Carolis     | Sieg       | Entscheidung (einstimmig)   | 12     | Oldenburg, Deutschland           |
| 2014 | 1. März       | Deutschland            | Robert Stieglitz        | Sieg       | Entscheidung (mehrheitlich) | 12     | Magdeburg, Deutschland           |
| 2014 | 3. Mai        | Montenegro             | Nikola Sjekloća         | Sieg       | Entscheidung (einstimmig)   | 12     | Berlin, Deutschland              |
| 2014 | 27. September | Vereinigtes Konigreich | Paul Smith              | Sieg       | Entscheidung (einstimmig)   | 12     | Kiel, Deutschland                |
| 2015 | 21. Februar   | Vereinigtes Konigreich | Paul Smith              | Sieg       | Entscheidung (einstimmig)   | 12     | Berlin, Deutschland              |
| 2015 | 18. Juli      | Deutschland            | Robert Stieglitz        | Sieg       | TKO                         | 6      | Halle (Westf.), Deutschland      |
| 2015 | 21. November  | Vereinigtes Konigreich | Martin Murray           | Sieg       | Entscheidung (mehrheitlich) | 12     | Hannover, Deutschland            |
| 2016 | 9. April      | Mexiko                 | Gilberto Ramírez        | Niederlage | Entscheidung (einstimmig)   | 12     | Las Vegas, USA                   |
| 2016 | 16. Juli      | Norwegen               | Tim-Robin Lihaug        | Sieg       | TKO                         | 8      | Berlin, Deutschland              |
| 2017 | 22. April     | Deutschland            | Robin Krasniqi          | Sieg       | Entscheidung (einstimmig)   | 12     | Erfurt, Deutschland              |
| 2017 | 15. Juli      | Vereinigtes Konigreich | Chris Eubank junior     | Niederlage | Entscheidung (einstimmig)   | 12     | London, Großbritannien           |
| 2018 | 28. April     | Danemark               | Patrick Nielsen         | Sieg       | Entscheidung (mehrheitlich) | 12     | Offenburg, Deutschland           |

## Daten und Erfolge
| Trainer:            | Ulli Wegner (2003–2021)             |
| Manager u. Berater: | Wilfried Sauerland, Kalle Sauerland |
| Alias:              | King Arthur                         |
| Gewicht (Ø):        | 76,2 kg                             |
| Größe:              | 1,75 Meter                          |
| Brustkorbumfang:    | 1,09 Meter                          |
| Oberarm:            | 41 cm                               |
| Unterarm:           | 31 cm                               |
| Faust:              | 32 cm                               |

Erfolge als Amateur
- 81 Siege (davon 49 K. o.) – 3 Niederlagen – 6 Unentschieden
- 1997: Internationaler Deutscher Junioren-Meister im Halbmittelgewicht
- 2000, 2001 und 2002: Armenischer Senioren-Meister im Halbmittelgewicht

Erfolge als Profi
- 47 Siege (davon 30 K. o.) – 6 Niederlagen
- 10. Dezember 2005: IBF-Weltmeister im Mittelgewicht (10 Titelverteidigungen, vierthäufigste im Mittelgewicht)
- 25. August 2012: WBO-Weltmeister im Supermittelgewicht (1 Titelverteidigung)
- 1. März 2014: WBO-Weltmeister im Supermittelgewicht (5 Titelverteidigungen)

Regionale Titel
- 4. September 2004: WBA Interkontinentaler Meister im Mittelgewicht (3 Titelverteidigungen)
- 23. April 2005: WBF Interkontinentaler Meister im Mittelgewicht
- 14. Januar 2012: WBO-Europameister im Supermittelgewicht
- 24. August 2013: WBO Interkontinentaler Meister im Supermittelgewicht (1 Titelverteidigung)
- 16. Juli 2016: WBO Internationaler Meister im Supermittelgewicht
- 28. April 2018: WBO Internationaler Meister im Supermittelgewicht

## Sonstiges
Markant an Abraham war sein Einmarsch zum Ring: Abraham kam mit einer phrygischen Mütze (auch Schlumpfmütze genannt) zum Ring, dabei wurde Das Lied der Schlümpfe in einer auf ihn getexteten Version eingespielt oder bei den WM-Kämpfen von Vader Abraham gesungen. Im August 2006 wurde der Promotionsfirma Sauerland Events und damit Abraham allerdings die Nutzung der Comicfiguren und des Liedes für Boxveranstaltungen von den Rechteinhabern Studio Peyo/IMPS mittels einer Unterlassungserklärung untersagt. Seitdem wurde aus dem „Schlumpf Abraham“ der „King Arthur“ und die Schlumpfmütze wurde durch eine Krone ersetzt. Zum Weltmeisterschaftskampf im August 2012 wurde als Einmarschmusik „Eye of the Tiger“, bekannt durch den Film Rocky III, gewählt, die vom italienischen Tenor Alessandro Rinella neu interpretiert wurde.
Arthur Abraham tritt regelmäßig in unterschiedlichen Formaten im deutschen Fernsehen auf. Am 24. Oktober 2009 stieg er in Köln für einen Showkampf gegen den Entertainer Oliver Pocher in einen hüpfburgartigen „Ring“ und kämpfte mit riesigen, luftkissenartigen Boxhandschuhen. Am 9. April 2010 nahm Abraham an der Tanzshow Let’s Dance auf RTL teil, verließ aber bereits nach der ersten Folge wieder die Show. In dem Kinofilm Max Schmeling spielte er in einer Nebenrolle den Boxer Richard Vogt. In der am 7. Februar 2013 erschienenen Kino-Filmkomödie Kokowääh 2 ist Abraham in einer Gastrolle zu sehen. In der Tatort-Folge Willkommen in Hamburg vom 10. März 2013 mit Til Schweiger als Hamburger Ermittler tritt Abraham in der Anfangssequenz in Erscheinung.

## Auszeichnungen
- 2006: Hrant-Schahinjan-Medaille, verliehen vom Nationalen Olympischen Komitee von Armenien
- 2007: „Order of Honour“ des Nationalen Olympischen Komitees von Armenien[33]
- 2006–2009: „Boxer des Jahres“, gewählt vom Magazin Boxsport[34]
- 2008: Aufnahme in die „Signs of Fame“ des völkerverbindenden Friedensprojekts Fernwehpark[35]
- 2009: 5. Platz bei der Wahl zu Deutschlands Sportler des Jahres
- 2009: „Kind-Award International“ vom Verein Kinderlachen für sein Engagement in Armenien.
- 2007, 2008, 2009, 2015: Berlins Sportler des Jahres
- 2015: Ehrenbürgerschaft der Stadt Jerewan[36]